# Ligne de Collonges - Fort-l'Écluse à Divonne-les-Bains (frontière)
La ligne de Collonges - Fort-l'Écluse à Divonne-les-Bains (frontière) est une voie ferrée française reliant Collonges à Divonne-les-Bains. D'une longueur de 38 kilomètres, elle se détache de la ligne Lyon-Perrache - Genève et traverse le pays de Gex. Autrefois elle rejoignait Nyon en territoire suisse par la Ligne Nyon – Crassier – Divonne, désormais fermée et démantelée.
Elle constitue la ligne 891 000 du réseau ferré national.

## Histoire
La loi du 17 juillet 1879 (dite plan Freycinet) portant classement de 181 lignes de chemin de fer dans le réseau des chemins de fer d’intérêt général retient en n° 121, une ligne de « la ligne de Lyon à Genève à Gex et à Divonne ».
La ligne de Collonges à Divonne est déclarée d'utilité publique le 7 janvier 1881. Elle est concédée à titre définitif à la Compagnie des chemins de fer de Paris à Lyon et à la Méditerranée par une loi le 2 août 1886. Elle est mise en service le 1er juin 1899. 
Une jonction avec la ligne suisse Nyon – Crassier – Divonne est déclarée d'utilité publique et concédée à la Compagnie des chemins de fer de Paris à Lyon et à la Méditerranée en France par une loi le 24 juillet 1903. Cette jonction est inaugurée en 1904.
L'exploitation du tronçon transfrontalier de la ligne est réglée par une convention internationale entre la France et la Suisse signée le 16 décembre 1908.
Cette jonction, fermée aux voyageurs en 1962, est totalement aliénée, en 1964, avec la construction de l'autoroute Genève-Lausanne. On peut voir la plateforme envahie par la végétation, entre Divonne-les-Bains et la frontière. Côté suisse, ne subsiste qu'un embranchement industriel entre Nyon et Eysins, qui figure parmi les rares voies ferrées à ne pas être électrifiées en Suisse. Pour l'avenir, les CFF assureront la traction des wagons de marchandises, avec une nouvelle génération de locotracteurs Bimode, bifréquence (15 kV basse fréquence, et 25 kV 50 Hz), sur les portions électrifiées, et en mode diesel (conforme nouvelle normes antipollution), sur les voies non électrifiées.
Le reste de la ligne est fermé aux voyageurs. L'ultime train de voyageurs entre Collonges et Divonne circule le 31 mai 1980.
Certains tronçons sont maintenus en activité pour le transport des déchets ménagers du pays de Gex depuis la plate-forme de transbordement de Crozet jusqu'à l'usine de retraitement des déchets du Sidefage à Bellegarde-sur-Valserine (aujourd'hui Valserhône) jusqu'en 2014, la démolition d'un pont sur la route nationale 5 rendant impossible toute circulation au-delà de Gex.
En mai 2009 est créée une association pour la promotion du rail dans le pays de Gex dont le but est la réouverture de la ligne et son intégration dans le système RER Franco-Valdo-Genevois. Cependant, Réseau Ferré de France (RFF) décide de la fermeture anticipée de la ligne pour la fin du mois d'avril 2014.
Deux tronçons de voie verte sont réalisés en 2017 sur les communes de Gex et Divonne-les-Bains en recouvrant la voie ferrée d'un revêtement en grave ou enrobé.

### Potentiel de développement de la ligne du Pied du Jura

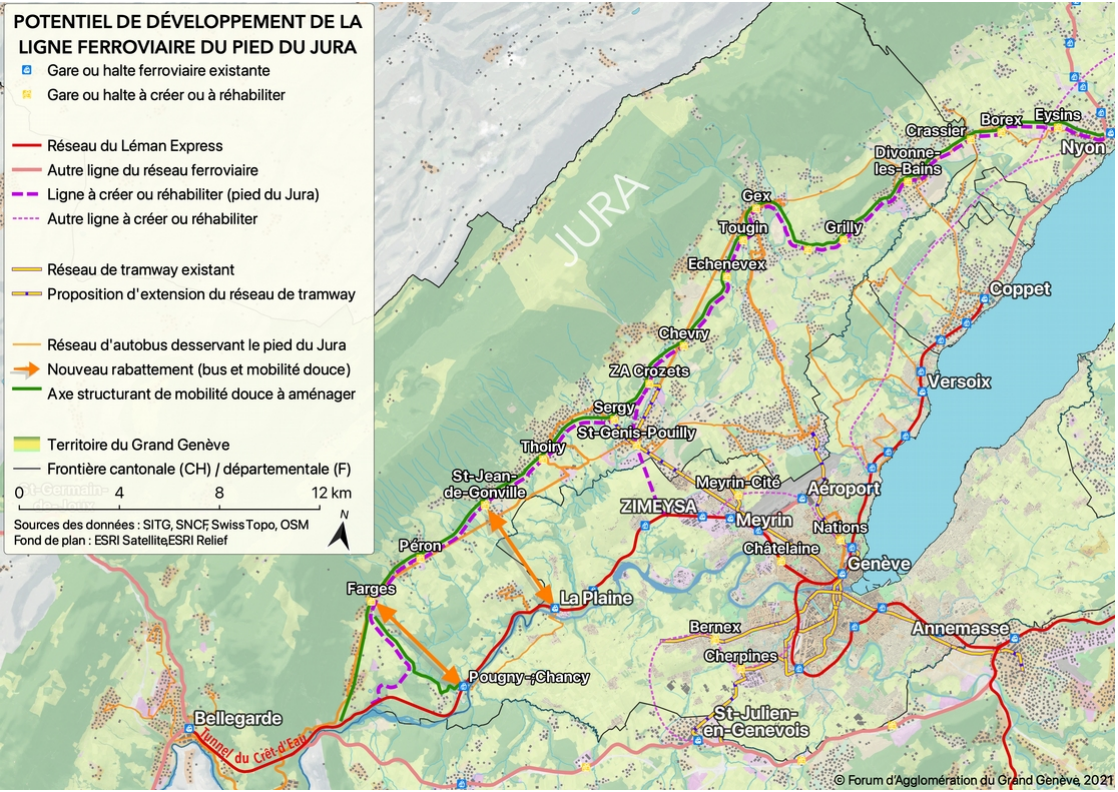
Potentiel de développement de la ligne ferroviaire du Pied du Jura

Le dernier rapport de commission de la Commission des Transports Ferroviaires du Forum d'Agglomération du Grand-Genève, daté du 1er juin 2021, stipule qu'il faut " tout mettre en œuvre pour garantir le maintien de l’emprise ferroviaire de la ligne dite du “Pied du Jura” dans le Pays de Gex et de la préserver pour les générations futures, tout en maintenant une bonne complémentarité avec la réalisation par étape d’une voie de mobilité douce le long de la voie ferrée."
Tours selon ce rapport, "À la demande de Pays de Gex Agglo, une étude (pour l’heure non publiée) a été réalisée en vue d’une éventuelle réhabilitation de la ligne entre Collonges et Divonne. Un projet de ligne nouvelle avec raccordement France-Suisse à la hauteur de Saint-Genis-Pouilly et ZIMEYSA existe dans le Plan Directeur Cantonal de l’Etat de Genève. À première vue, la ligne peut paraître peu attractive : elle est éloignée des localités sur son tracé entre Sergy et Gex, là où un raccordement des réseaux français et suisse serait le plus pertinent ; inversement, là où elle passe près des localités du Pied du Jura son tracé est perpendiculaire à l’axe souhaité actuellement en priorité, c’est-à-dire en provenance / direction de Genève [tracé radial pour l’agglomération]. De plus, les parties déclassées du tracé impliquent qu’une remise en service soit traitée comme une ligne nouvelle, ce qui soulève alors la question des passages à niveau, des études environnementales, etc. Les emprises foncières sont encore en main de SNCF Réseau, et permettraient de reconstruire une voie unique. Pour faire circuler des trains entre Nyon et Bellegarde l’aménagement de nouveaux points de croisement serait nécessaire. Une surveillance du maintien de l’emprise ferroviaire doit être exercée par la société civile du Pays de Gex pour éviter un déclassement discret. Il faudrait que la Communauté d'agglomération du Pays de Gex soit d'accord de porter le dossier. Dans le but de préserver l’avenir de la mobilité dans le Grand Genève, le Forum considère que toute suppression de l’emprise de la voie ferrée serait inconséquente."

### Avantages de la ligne Bellegarde – Gex – Nyon
Le dernier rapport de commission de la Commission des Transports Ferroviaires du Forum d'Agglomération du Grand-Genève, daté du 1er juin 2021, liste les avantages suivants à la réouverture de la ligne et à son raccordement à Nyon, au delà de Divonne-Les-Bains:
1. Rocade de Genève, c’est-à-dire une voie d’évitement au même titre que la ligne Bellegarde – Annemasse, desservant ainsi la couronne Nord de l’agglomération du Grand Genève avec un tram-train. L’infrastructure devrait être compatible avec le réseau existant dans le Grand Genève. 
2. Raccord efficace du Pays de Gex avec le reste du Département de l’Ain, renforçant sa cohésion interne économique, sociale et politique (en direction de Bellegarde, Culoz, Nantua, Nurieux, Oyonnax [le raccordement avec Oyonnax n’est pas électrifié] et Bourg-en-Bresse) 
3. Renforcement de l’axe transfrontalier Gex – Divonne – Nyon
4. Raccord efficace du Pays de Gex vers Lyon, voire un service TER direct Nyon – Bellegarde – Bourg-en-Bresse – Lyon, avec correspondance vers le reste de la France et Paris. 
5. Raccord efficace du Pays de Gex vers Lausanne, voire un train direct Bellegarde – Lausanne, avec correspondances vers le reste de la Suisse et Genève. 
6. Intéressant pour le transport de fret (la voie n’a été fermée qu’en 2014). 
7. Itinéraire de secours ou de délestage en cas d’une coupure de voie à Genève, entre Longeray et Nyon 
8. Connexion possible avec le tram 18 prolongé (interface à créer à Sergy) et le BHNS Ferney – Gex (interface à créer à Gex) afin de raccorder efficacement la ligne en direction de Genève. 
9. Connexion possible avec des lignes de bus transversales reliant la ligne du Pied du Jura au Léman Express (L5 et L6 à la gare de La Plaine). 10.Complément idéal à une voie express / voie verte le long de la voie de chemin de fer, permettant une chaîne complète de mobilité durable. 
11.La ligne dessert de nombreuses localités depuis Farges jusqu’à Sergy-gare ainsi que depuis Tougin jusqu'à Nyon. Quinze nouvelles gares pourraient raisonnablement être ouvertes entre Bellegarde et Nyon : Farges, Péron, Saint-Jean-de-Gonville, Thoiry, Sergy-gare, Tougin, Gex, Tutegny, Grilly, Divonne-les-Bains, Crassier et Eysins, auxquelles s’ajouteraient Borex, Vésenex, Allemogne, Logras et plusieurs arrêts à Divonne et Gex dans le cas où nous serions dans une logique vraiment tram-train. À Collonges/Écorans ainsi qu'entre Sergy-gare et Tougin, la ligne s'éloigne malheureusement des localités. 
12.Nouveau raccord France-Suisse possible via une ligne nouvelle Saint-Genis-Pouilly – ZIMEYSA réalisable dans une étape complémentaire (« Barreau Nord »). Le nœud central de ce raccord est la future Diamétrale ZIMEYSA – Meyrin – Aéroport – Nations – Cornavin. En raison de l’urbanisation galopante un tracé doit être retenu rapidement pour la section St-Genis-Pouilly – ZIMEYSA . Un tracé a été fixé jusqu’à la frontière franco-suisse dans le Plan Directeur Cantonal (PDCn) de l’Etat de Genève. Un tracé côté français n’est pas connu. De là, le projet comprendrait deux branches distinctes, côté Gex – Divonne et côté Bellegarde. 
13.Nouveau raccord France-France pour relier le Pays de Gex à la Haute-Savoie en traversant directement le territoire suisse est envisageable. Cette fusion Nord-Sud permettrait un barreau passant par le cœur de l’agglo du GG qui sera urbanisé ces 30 prochaines années. D’ici là, l'agglomération se sera agrandie et il semblera logique de pouvoir la traverser sans changer à Cornavin. Tous ces avantages justifient que des études soient inscrites dans le prochain contrat de plan Etat-Région (CPER) et que la conservation de l’emprise de la voie de chemin de fer soit garantie. L’horizon temporel pour la remise en service du train dans le Pays de Gex va au-delà de 2030. Cependant, le Forum estime que l’amélioration des transports publics dans le Pays de Gex ne peut pas attendre si longtemps. C’est pourquoi elle a écrit un message au sujet de la mise en place urgente selon elle de bus de rabattement. Ce message est séparé du rapport publié par le Forum car la thématique des bus ne fait pas partie de ses compétences. Le Forum recommande au GLCT de tout mettre en œuvre pour garantir le maintien de l’emprise ferroviaire de la ligne dite du “Pied du Jura” dans le Pays de Gex et de la préserver pour les générations futures, tout en maintenant une bonne complémentarité avec la réalisation par étape d’une voie de mobilité douce le long de la voie ferrée.

## Galerie d'images

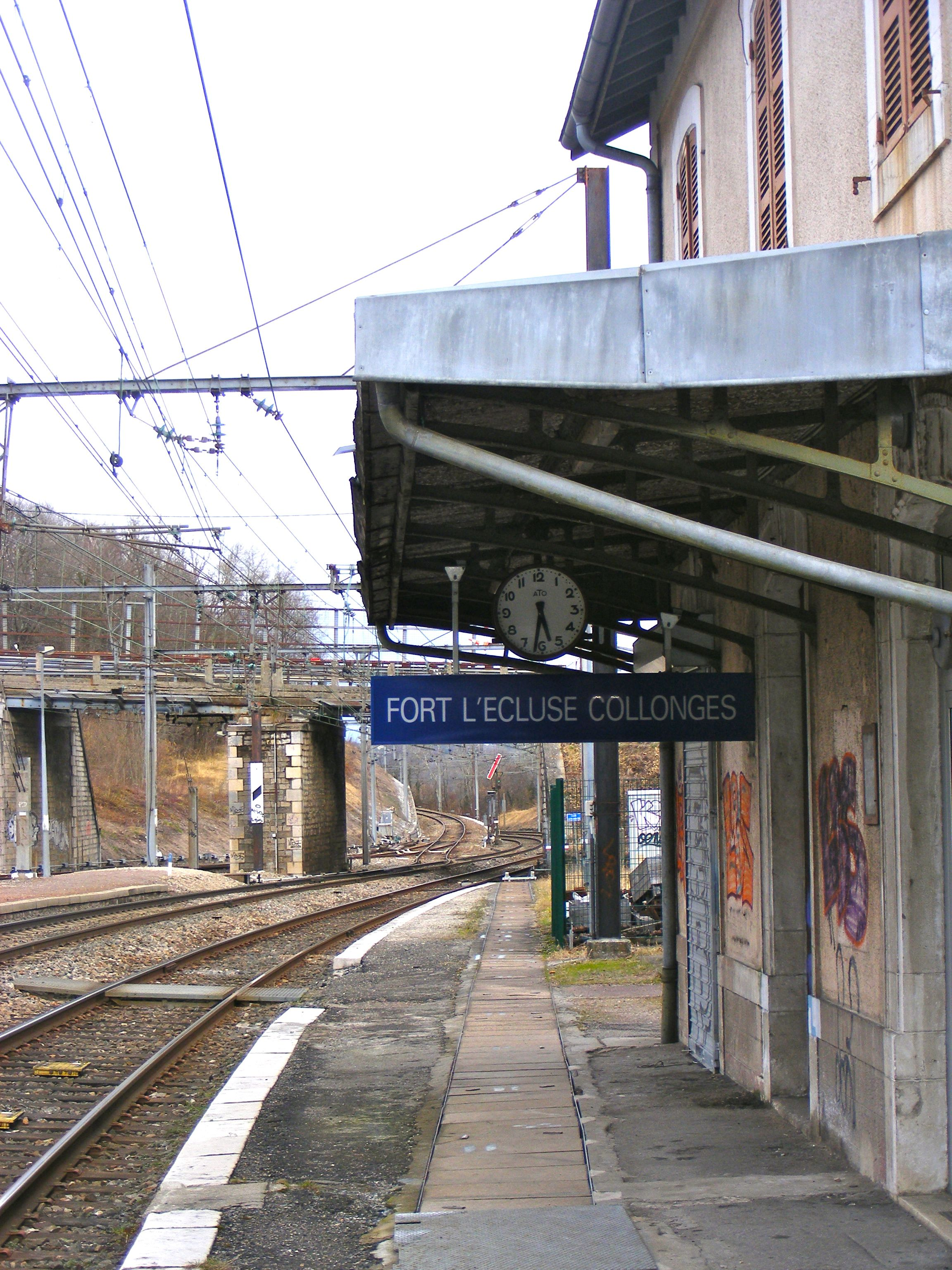
Gare de Collonges - Fort-l'Écluse station (assez loin des deux).
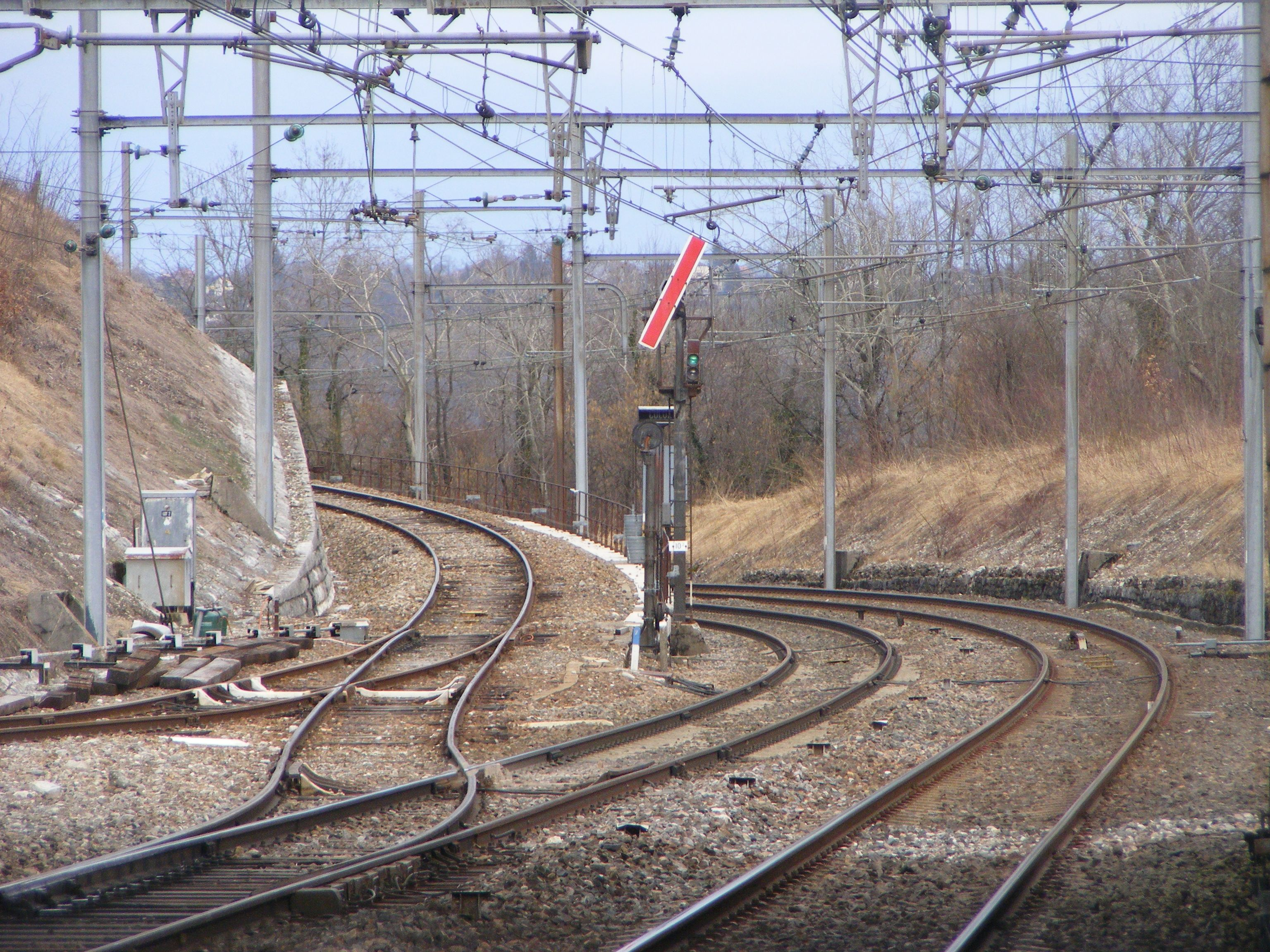
à gauche la ligne vers Divonne entame la montée de 2 %.
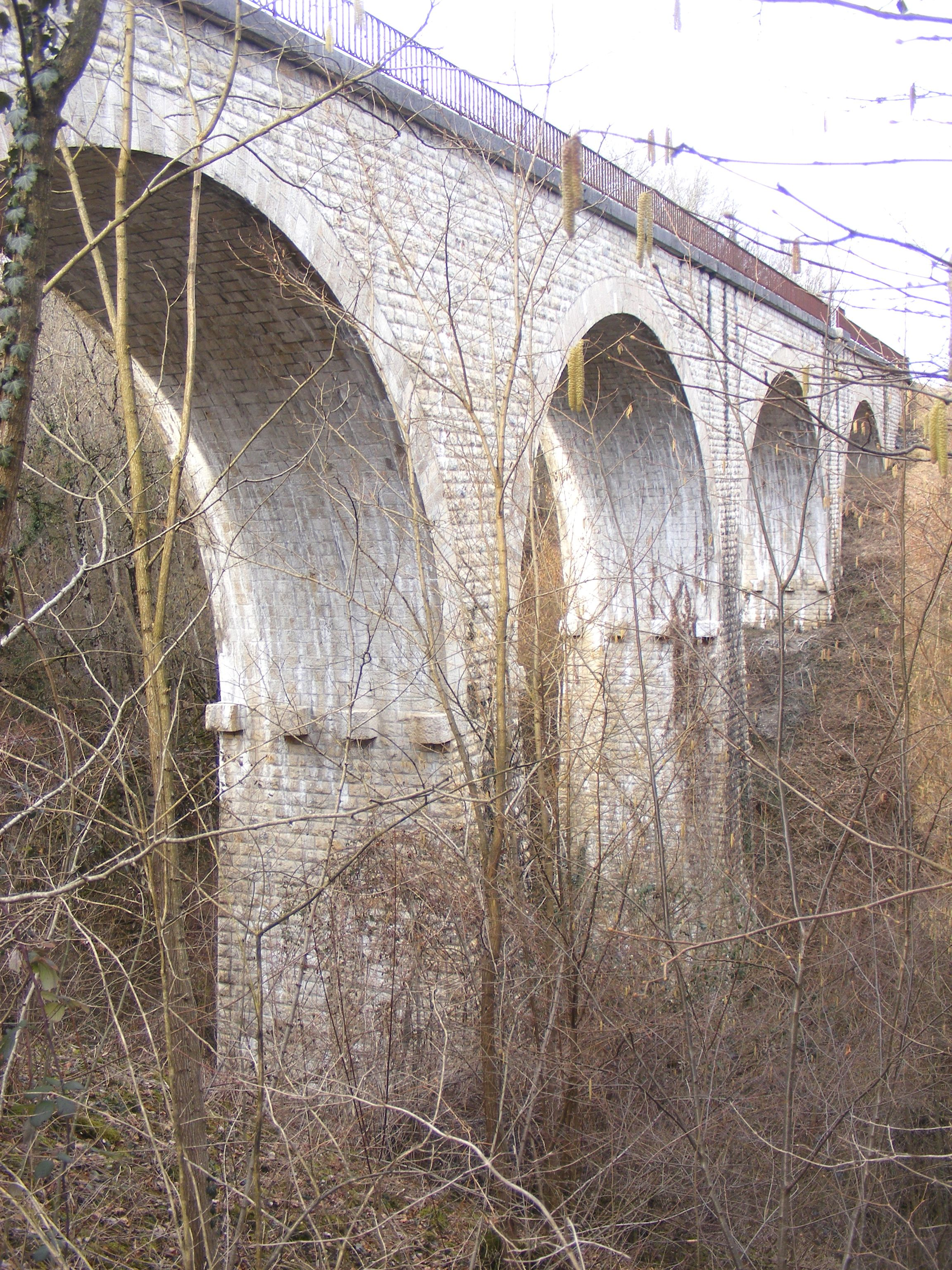
puis peu après traverse le Viaduc d'Almogne
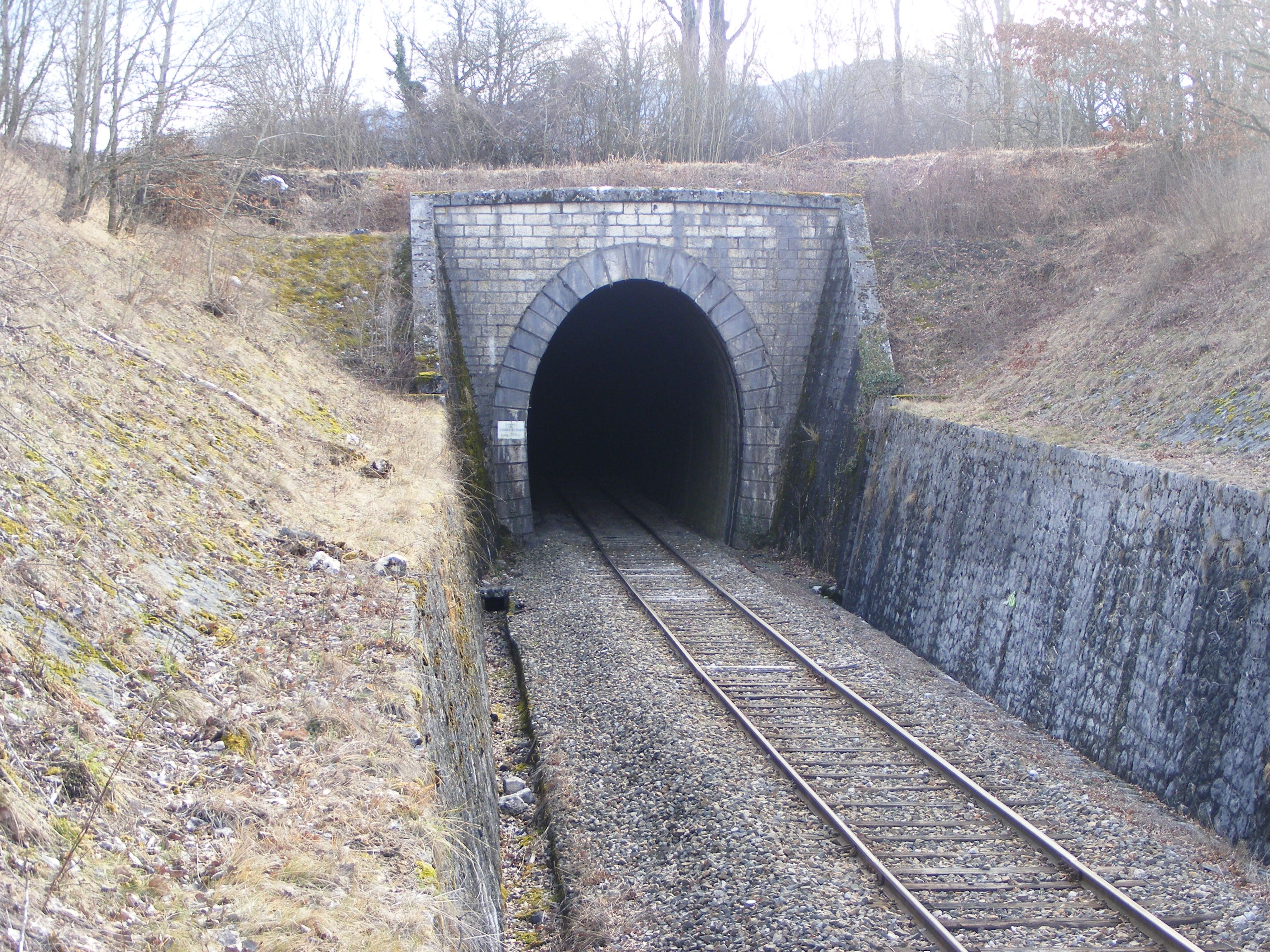
après encore une montée raide le Tunnel du Grand Echaud (ici le portail nord)
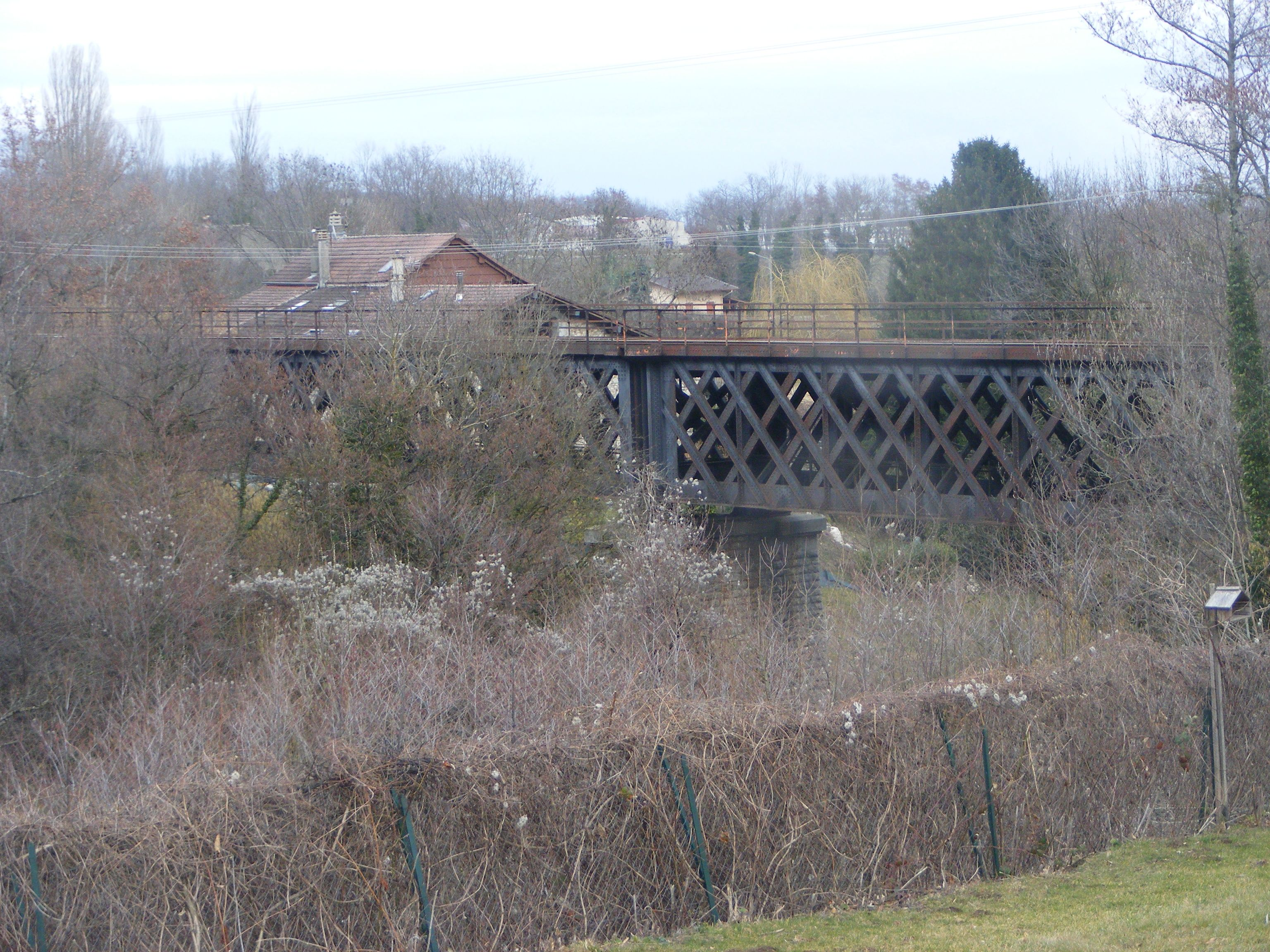
plus loin la ligne traverse le Pont de l'Anna à Peron
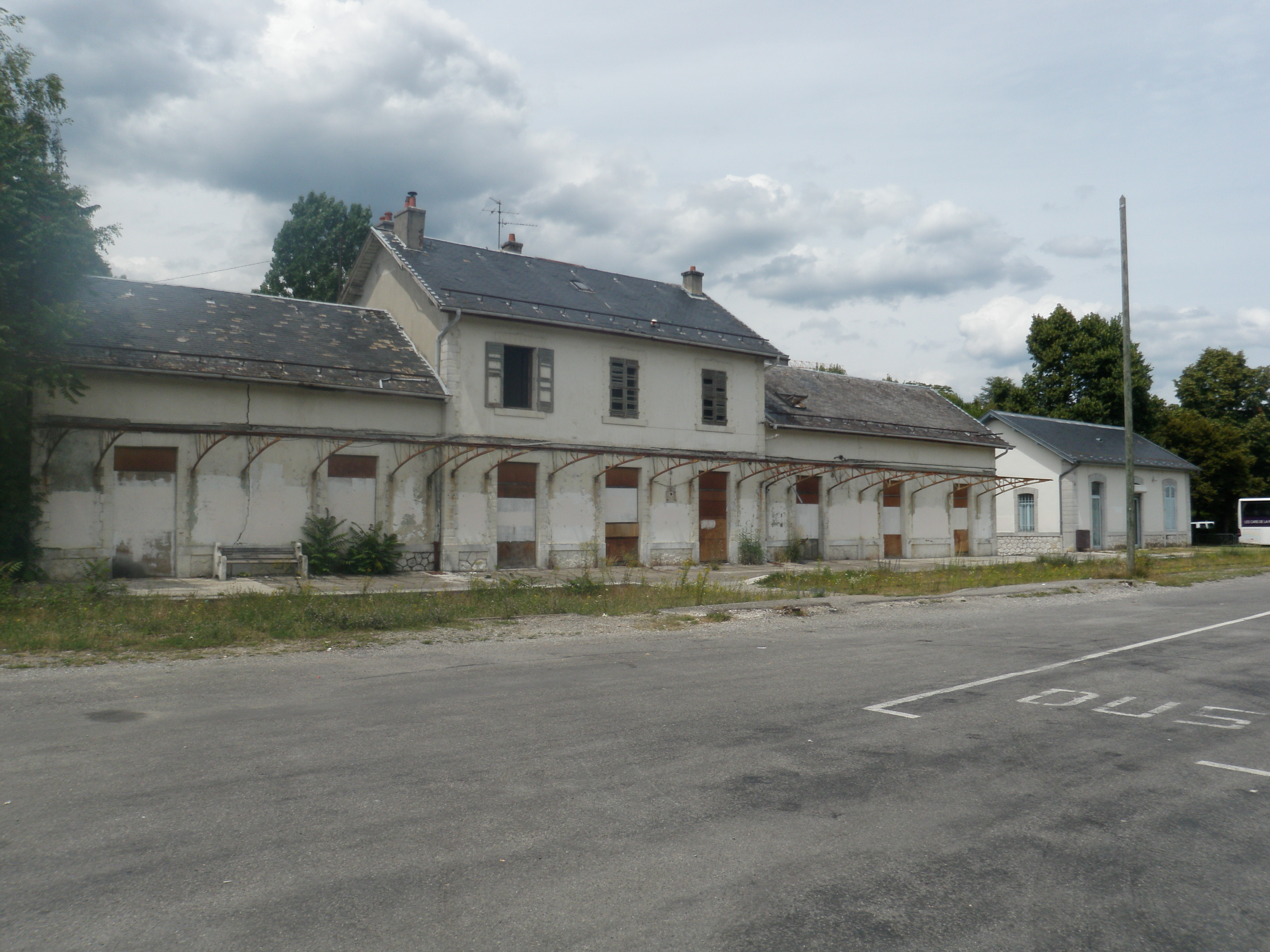
Ancienne gare de Divonne-les-Bains
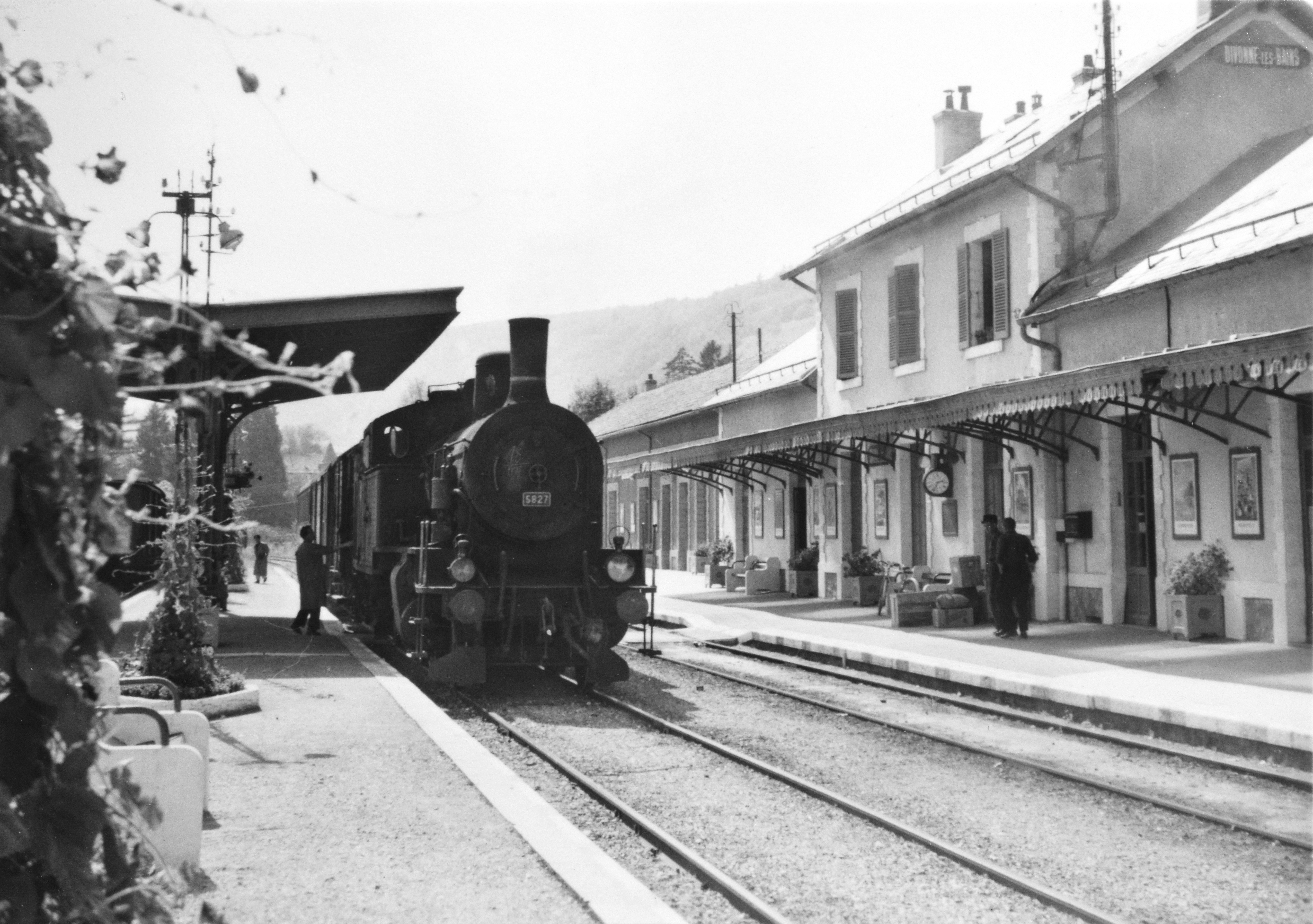
Gare de Divonne-les-Bains, 1961